# Imidacloprid
Imidacloprid es un neonicotinoide, que es un tipo de insecticida neuroactivo diseñado a partir de la nicotina. Se trata de una sustancia con actividad insecticida por vía sistémica, por lo que puede ser aplicado tanto vía foliar como vía radicular a través del agua de riego. Tiene efecto residual prolongado en el suelo. El imidacloprid está patentado y es fabricado por Bayer Cropscience (parte de Bayer AG) y vendido bajo diversas marcas tales como: Admire, Advantage, Confidor, Escocet, Gaucho, Hachikusan, Kohinor, Kopy, Merit, Nuprid, Impacto, Picus, Premise, Prothor, Seedoprid, Winner y otras más. Está etiquetado como utilizable para el control de plagas, tratamiento de semillas, insecticida, para el control de termitas y pulgas y como un insecticida sistémico (cucarachas y hormigas)

## Historia
El 21 de enero de 1986 se solicitó una patente en Estados Unidos para imidacloprid, y fue concedida el 3 de mayo de 1988 (U.S. Pat. n.º 4.742.060) por Nihon Tokushu Noyaku Seizo K.K. de Tokio, Japón.

## Toxicología
Imidacloprid está catalogado actualmente como "moderadamente tóxico" por la  Organización Mundial de la Salud y la Agencia de Protección Ambiental de Estados Unidos (clase II o III, requiriendo una etiqueta de "Peligro" o "Precaución"), y una potencialidad de ser contaminante de aguas subterráneas. Está catalogado como "improbable" carcinógeno por la EPA (grupo E), y no está en la lista de tóxicos para el sistema endocrino, reproductivo o de desarrollo, o como un producto químico con problemas especiales con alguna especie. No está prohibida, restringida o es ilegal su importación en ningún país. Sin embargo ha sido prohibido su uso como pesticida en Francia desde 1999. La tolerancia de residuos de Imidacloprid en los alimentos varía entre las 0,02 mg/kg en los huevos a los 3,0 mg/kg en lúpulo.
Los ensayos sobre ratas, indican que el tiroides es el órgano que más se ve afectado por este compuesto. Las lesiones en el tiroides se producen en los machos de rata a la dosis de 16,9 mg/kg/día

## Usos
El uso más extendido del imidacloprid es el control de plagas en estructuras, césped, viña, lechuga, arroz, cereales incluidos el maíz, patata, hortalizas, remolacha azucarera, frutales, algodón y lúpulo. Los insectos objetivo de este insecticida incluyen a los insectos chupadores como pulgones, moscas blancas, chinches, trips, cochinillas, hemípteros y otros insectos. También se utiliza en insecticidas sistémicos mediante cebo alimentario, para cucarachas y hormigas.
Para el tratamiento de termitas subterráneas se deben mezclar entre 12,5 y 25 g de imidacloprid puro con 15 litros de agua para aplicar sobre tres metros lineares.

### Insecticida sistémico
Imidacloprid es absorbido por las raíces de las plantas y transportado por toda ella a través del xilema; sus propiedades sistémicas hacen que los insectos que coman o absorban algo de la planta resulten intoxicados y mueran, por ejemplo, absorbiendo su savia.

## Problemas con las colonias de abejas y abejorros
En Francia, su uso (bajo la marca Gaucho) es polémico por su posible relación con el Problema de colapso de colonias que se produce en las colmenas.  En relación con esto, Alemania prohibió en mayo de 2008 el tratamiento de semillas con neonicotinoides, debido al efecto negativo sobre las poblaciones de abejas. . 
En marzo de 2012 la prestigiosa revista científica Science publicó un trabajo en el que se relacionaba la disminución del tamaño de las colonias y la producción de reinas en colonias del abejorro Bombus terrestris alimentadas con néctar y polen de flores con trazas de imidacloprid.
La misma revista Science publicó también otro trabajo en el que relacionaba a otro insecticida de la misma familia del imidacloprid (neonicotinoides) el tiametoxan con la dificultad para que las abejas melíferas encontrasen el camino de regreso a la colmena y por tanto producir su despoblamiento.

## Regulación

### España
La Orden PRE/927/2012 incluye el imidacloprid, abamectina y 4,5-dicloro-2-octil-2H-isotiazol-3-ona (DCOI), en el Anexo I del Real Decreto 1054/2002, de 11 de octubre, por el que se regula el proceso de evaluación para el registro, autorización y comercialización de biocidas, que transpuso al Derecho español la Directiva 98/8/CE del Parlamento Europeo y del Consejo, de 16 de febrero de 1998, relativa a la comercialización de biocidas.
En abril de 2018, los Estados miembros de la UE acordaron prohibir de manera casi total el uso de tres pesticidas neonicotinoides (clotianidina, imidacloprid y tiametoxam)
https://eur-lex.europa.eu/legal-content/ES/TXT/?uri=CELEX%3A32018R0783
Según el Reglamento de restricciones 2018/783 Solo podrán autorizarse los usos como insecticida en invernaderos permanentes o para el tratamiento de semillas destinadas a su uso exclusivo en invernaderos permanentes. Los cultivos resultantes deberán permanecer en un invernadero permanente durante todo su ciclo vital.